# Modloslužba

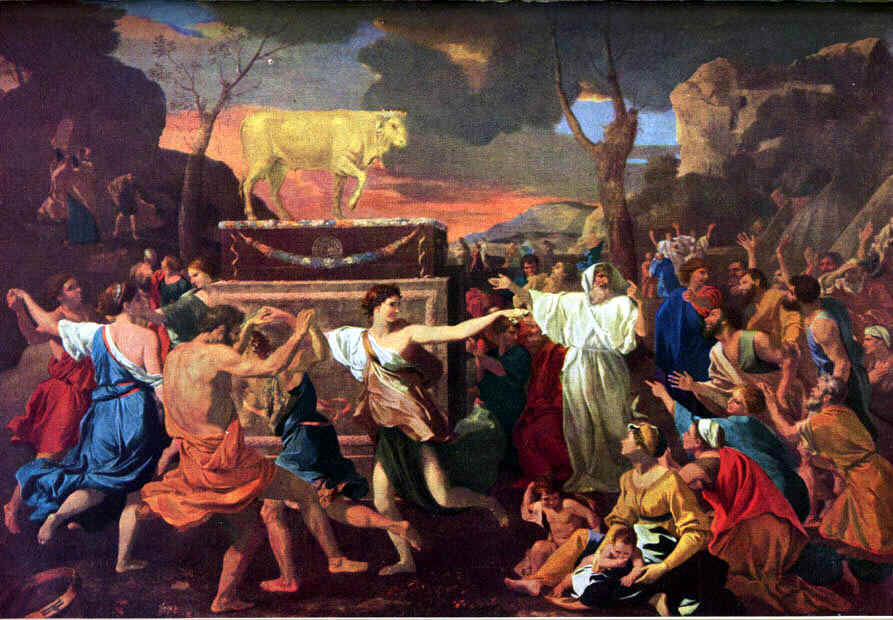
Judaismus idolatrii jednoznačně odmítl v příběhu o zlatém teleti

Modloslužba nebo idolatrie (z řeckého εἰδωλολατρεία, eidólolatreiá – „služba obrazům“; nedoložený je původ slova z hebrejského עבודת אלילים avodat elilim) je projevování náboženské úcty modlám, fyzickým předmětům, např. sochám, obrazům, symbolům. Definice pojmu a způsob jeho užívání vychází z judaismu, v němž je praktikování modloslužby zakázáno jedním z přikázání Desatera. Odtud ji více či méně důsledně převzala (např. i s tzv. zákazem zobrazování) další monoteistická náboženství. Podle katechismu katolické církve je idolatrií takové jednání, při němž „člověk uctívá tvora (předmět) místo Boha a klaní se mu; spočívá ve zbožšťování toho, co Bůh není“. Je zásadně odmítána s odvoláním na první přikázání víry v jediného Boha, které vyžaduje od člověka, aby nevěřil jiným bohům kromě Boha a neuctíval je. Modloslužba se chápe jako „perverze vrozeného náboženského cítění člověka“.
Pojem ovšem nelze chápat jako objektivní popis určitého konkrétního náboženství, ale jako jeho hodnocení z hlediska monoteistické (a především žido-křesťanské a islámské) představy Boha a jeho projevování se v lidském světě, které jsou odlišné od způsobu, jakým tato témata reflektují náboženství ostatní. V nich, pokud nevycházejí ze stejné tradice, zpravidla neexistuje nic, co by tomuto termínu reálně odpovídalo a chápou jej jako prázdný pojem (tak je tomu například v kemetismu).

## Ikonoklasmus
Ikonoklasmus, neboli obrazoborectví, je opakem modloslužby. Jedná se o odpor k obrazům a jiným idolům užívaným v náboženstvích, později je tímto pojmem rozuměna také kultura, která je nepřátelská k obrazům (např. osvícenství).
Je však třeba rozlišit vandalismus od obrazoborectví, které je založeno na náboženském přesvědčení, zatímco vandalismus je pouhým kulturním barbarstvím. Důležitým rozdílem je též frekvence výskytu násilí – ikonoklasmus jej používá pouze ve své extrémní podobě. Vandalismus je na něm založen.
Ikonoklasmus v náboženstvích (především v monotheistických, původem blízkovýchodních – judaismu a křesťanství) se opírá o vyslovený zákaz modloslužebných praktik náboženskou autoritou (v tomto případě druhým přikázáním Desatera – Nezobrazíš si Hospodina, svého Boha). Jediným obrazoborci uznávaným náboženským obrazem mohl být obraz takový, který by přesně zachycoval svůj prototyp, což podle nich bylo zároveň, vzhledem k Boží nepostihnutelnosti, nemožné. Takovým náboženským obrazem pro ně byla pouze hostie, ve které skutečně Bůh přebývá. Umělecké zpracování náboženských představ považují za ďáblův nástroj, jež má křesťany zahnat zpátky k pohanství.
Jedním z nejvýznamnějších odpůrců obrazoborectví je církevní otec Svatý Jan Damašský. Ten tvrdí, že není uctívána hmota, nýbrž stvořitel hmoty. Píše „mám úctu k hmotě, skrze kterou ke mně přišla spása, naplněná mocí a milostí“. Za takovou hmotu považuje inkoust, jímž byla sepsána evangelia i barvy na obrazech, dřevo kříže a tělo a krev Ježíšovu.
Silným argumentem v této otázce je teze, že Biblický zákaz zobrazování neviditelného Boha byl překonán příchodem a vtělením Boha Ježíše Krista. Druhá osoba neviditelného Boha se stala viditelnou hmotou. Obraz tedy nezpodobuje neviditelného Boha, ale Boha v podobě, v níž na sebe přijal tělo.
Modly, na rozdíl od křesťanských obrazů, pak prý zobrazují osoby bez podstaty či skutečnosti, nikoli reálné postavy. Úcta k obrazu byla přirovnávána ke starozákonním obětem, které bylo možné přinést Hospodinu, ale také nebylo přípustné přinášet je cizím božstvům.

## Ikonodulie
Ikonodulie, či ikonofilie je opakem ikonoklasmu. Stále je však odlišné od modloslužby. K ustanovení této ideje totiž vedla právě postupná eliminace pohanských modloslužebných náboženství, a tedy strach z inklinace k těmto vyznáním.
Dalo by se říct, že ikonodulie je praktikována katolickou církví. Mluví totiž o uctívání pravého a neviditelného Boha skrze předměty zachycující jeho ztělesněnou podstatu (např. Ježíše Krista). Tento princip oficiálně podpořil papež Řehoř I., který napsal, že „obraz představuje pro věřící, kteří neumějí číst, to, čím je Písmo pro ty, kteří to dovedou.“
Ikonodulie se rozšířila především mezi řeholním duchovenstvem, které se výrobou náboženských ikon značně obohacovalo. I přes teologicky čistou ideu došlo časem k degeneraci ikonodulie směrem k modloslužbě (připisování nadpřirozených schopností atd.)

## Modloslužba v Bibli
Zákaz modloslužby pramení z přikázání starozákonního Desatera („Nezobrazíš si Boha zpodobením ničeho, co je nahoře na nebi, dole na zemi nebo ve vodách pod zemí [...]“ Exodus 20,1-26).
Přikázání židovské Bible potom zakazují modloslužebné praktiky pohanů v té době žijících mezi Židy, zvláště pak náboženství starého Akkadu, Mezopotámie a Egypta, neboť některá tato náboženství obsahovala podle Bible praktiky, které byly proti židovskému právu (např. sexuální rituály, procházení dětí ohněm a dětské oběti).
Bible neobsahuje žádnou přesnou definici modloslužby, spíše seznam přikázání na toto téma, která byla často psána v rozličném historickém období jako reakce na soudobé dění. Podle tohoto seznamu je modloslužba v biblickém pojetí definována jako:
- uctívání model, idolů
- praktikování polyteismu
- uctívání zvířat nebo lidí

někdy i užívání model k uctění Boha.
Na mnoha místech Bible nacházíme ujištění o tom, že Bůh nemá žádný tvar ani formu a není k ničemu přirovnatelný. Sice se zde objevuje mnoho veršů používajících například antropomorfismu k popsání Boha (Boží ruka), ale jsou, podle výroku z knihy Ozeáš,12,11 („Mluvím k prorokům a dávám mnohá vidění: skrze proroky předkládám podobenství.“) chápány spíše jako poetický obraz než jako popis.
Podle knihy Genesis uznávané klasickým Judaismem byl modloslužebníkem například Abrahámův otec, který modly i sám vyráběl. V židovských tradičních textech a v Koránu je pak zmíněno, že když Abrahám objevil pravého Boha, modly svého otce zničil .
Bible zaznamenává boj mezi proroky šířícími čistý monotheismus a vládci (zejména Araby) podporujícími polyteistická a modlářská náboženství. („Kde jsou tví bohové, které sis udělala? Ať vstanou a zachrání tě ve zlý čas, vždyť máš tolik bohů kolik měst, Judo." Jeremiáš 2,28)
V Bibli se vyskytuje mnoho termínů označujících modloslužbu, z nichž můžeme vyčíst strach a odpor, jež byl modloslužbou vzbouzen v autorech Bible.
Pohanské modly jsou popisovány jako „stříbro a zlato, dílo lidských rukou,“ které „mají ústa, ale nemluví, mají oči, ale nevidí...“ (Žalmy 115,4-5).

## Objekt modloslužebné úcty
Otázkou je, zda bibličtí modloslužebníci věřili, že jejich modly jsou skutečnými bohy, nebo je pokládali pouze za reprezentanty.
Významný židovský filozof Yehezkel Kaufmann navrhuje vysvětlení, že Bůh, autor Bible, zatracuje modloslužebníky pouze obrazně, protože, i když většina modloslužebníků své idoly považovala za bohy, se našly výjimky, kdy pohané modly považovali za pouhé prostředníky. To bylo velice nebezpečné. Znovu však připomíná, že by bylo velikou chybou pohanské zvyky podceňovat. Píše: „Mohli bychom říct, že Bible vidí pohany pouze v tom nejhorším úhlu. Proroci zcela pomíjejí to, co my o tehdejších pohanech víme (např. o jejich propracované mythologii). V Bibli se však celé obvinění proti modloslužebníkům točí kolem výsměchu jejich ‚fetišismu.‘“
Kaufman svoji teorii potvrzuje citacemi z 1. knihy Královské 18,26 „Vzali tedy býka, kterého jim dal, připravili ho a od rána až do poledne vzývali Baalovo jméno: "Baale, odpověz nám!" Neozval se však nikdo, nikdo neodpověděl. A poskakovali u zhotoveného oltáře.“, z čehož odvozuje, že bůh Baal nebyl pouhou modlou, ale bohem, který byl skrze modlu vzýván.
Orestes Brownson, myslitel z Nové Anglie, tvrdí, že bibličtí pohané neuctívají samotné ikony, tudíž otázka modloslužby není spojena s uctíváním objektů, nýbrž falešných bohů (např. skrze tyto objekty). Tento výklad je ovšem v rozporu se svědectvími starověkých Židů, jejichž kultura byla soudobá s kulturami modloslužebnými. Danielova zkušenost zaznamenaná v biblické knize Daniel mluví o tom, že jsou mu představeny babylonské modly, kterým se obětuje mnoho jídla a pití. Když namítá, že se nejedná o živé bohy, tvrdí Babyloňané, že živí jsou; jak jinak by snědli tolik obětí?
Odpověď na tuto otázku na objekt modloslužby tedy není jednoznačná. Můžeme říci, že pohanská náboženství uctívala jak přímo modly (idolatrie), někdy však také falešné bohy prostřednictvím těchto model (ikonodulie). Proto za skutečnou modloslužbou stojí uctívání falešného boha, čímž první a druhé přikázání Desatera splývá v jedno. To je zřejmě důvod pro jeho zánik v katolické podobě.

## Modloslužba v judaismu
V rámci judaismu je modloslužba označována jako avoda zara (עֲבוֹדָה זָרָה) – doslova „služba cizí“ či „nevěrná“. Za avoda zara je považována jakákoli služba cizím bohům. Modloslužebníkem však není pouze ten, kdo uctívá jiného boha než Boha Izraele a používá k tomu obrazy či sochy, ale je jím i ten, kdo opovrhuje Tórou a žije tedy bez jejích „morálních omezení“ nebo brání druhým v tom, aby žili v souladu s jejími micvot – například formou zákazů či pronásledováním. V minulosti svými dekrety, jimiž bylo zakazováno zachovávat Tóru, proslul především seleukovský vládce Antiochos IV. Epifanés. Modlářství je v judaismu vnímáno jako přestoupení všech micvot, „neboť uctíváním jiného božstva člověk popírá existenci či moc Boha a vyznává, že se necítí vázán ničím, co Bůh přikázal“. Podle Talmudu byl svět zničen potopou mimo jiné i kvůli tomu, že se lidé dopouštěli avoda zara. Proto je zákaz praktikování avoda zara vztahován i na nežidy v tzv. ševa micvot bnej Noach (שֶׁבַע מִצְווֹת בְּנֵי־נֹחַ).

## Modloslužba v křesťanství
Pohled křesťanských náboženství na modloslužbu lze rozdělit do dvou základních proudů. První skupinu tvoří katolíci a ortodoxní křesťané, druhou pak především reformované církve.
Rozdíl v chápání vzniká z rozdílného výkladu Desatera, kde se praví:
„Nebudeš mít jiného boha mimo mne. Nezobrazíš si Boha zpodobením ničeho, co je nahoře na nebi, dole na zemi nebo ve vodách pod zemí. Nebudeš se ničemu takovému klanět ani tomu sloužit. Já jsem Hospodin, tvůj Bůh, Bůh žárlivě milující. Stíhám vinu otců na synech do třetího i čtvrtého pokolení těch, kteří mě nenávidí, ale prokazuji milosrdenství tisícům pokolení těch, kteří mě milují a má přikázání zachovávají. (Exodus 20,1-26)“
Zdá se, že obě skupiny se shodnou na odsuzování modloslužby v nekřesťanských náboženstvích. Dále se už ale rozcházejí.
Katolická církev i pravoslavní totiž používají při svých bohoslužbách předměty jako kříže, obrazy, kadidlo, kalichy, Bibli, svíčky atd. Tyto předměty jsou jimi označovány za objekty naplněné Boží slávou a mocí, tedy prázdné formy, jejichž obsahem se stane Bůh. Uctívání předmětů samotných je tedy zakázáno, uctívání Boha naplňujícího tyto předměty je však povoleno, ba nařízeno.
Tyto církve se v této otázce odvolává především na práci svatého Jana Damašského, který ve svém díle obhajuje určité prvky modloslužby obsažené v katolicismu. Tvrdí, že je špatné pokoušet se zobrazit neviditelného Boha, ovšem v okamžiku, kdy Bůh nabyl podoby a sestoupil na zem (příchodem Ježíše Krista), je možné jeho podobu zakreslit. Také uvádí, že pohled na zobrazování božských stvoření nebyl tak přísný ani v původním Judaismu. Toto tvrzení podkládá zmínkami o vyobrazeních cherubínů na Arše Úmluvy, či zmínkami o stříbrných hadích sochách v knize Numeri. Také definuje vnější podoby uctívání idolů a tvrdí, že existuje množství odlišných způsobů. Křesťanský způsob podle něj slouží pouze k úctě Boha, a proto je v pořádku. Hlavní myšlenkou jeho spisu O pravé víře zní „Čest prokazovaná ikoně přechází na prototyp. A prototypem je to, co je na ikoně zobrazeno.“, čímž by se dal přesně vystihnout postoj katolické církve.
Na druhé straně reformované církve tyto projevy odmítají a v důsledku toho zejí jejich chrámy prázdnotou. Běžně je v nich pouze oltář a kříž. Mnohem závažněji se tento rozdíl projevuje u tzv. přijímání, čí Večeři Páně. Zatímco katolíci věří, že v hostii je obsažen Bůh, reformované církve prožívají Večeři Páně jako hostinu na uctění Jeho památky a Boží přítomnost nespojují přímo s hostií.

## Modloslužba v islámu
Muslimové, stejně jako křesťané a Židé, věří v neuchopitelnost Boha lidskou myslí, a proto jim prorok Muhammad radí, aby se zabývali Božím stvořením, ne Boží podstatou. Z tohoto pohledu je zobrazování náboženských postav, zejména pak Alláha, chápáno jako nevhodné a hříšné.
Podle koránu je modloslužba či zbožšťování jiných osob a věcí kromě jediného boha Alláha ohavným hříchem. Je dokonce označena za jediný neodpustitelný hřích. Idolatrii samotnou popisuje islám, kromě klasického vzývání model a idolů, také jako pýchu a egoismus.